# Кузьминых, София Даниловна
София Даниловна Кузьминых (род. 19 декабря 1927, Казань, Татарская АССР, РСФСР, СССР) — советская и российская художница, деятель декоративно-прикладного искусства, мастер татарской кожаной мозаики. Заслуженный художник Российской Федерации (2013). Народный художник Республики Татарстан (1998), заслуженный деятель искусств Татарской АССР (1980). Лауреат Государственной премии Республики Татарстан имени Габдуллы Тукая (2013).

## Биография
София Даниловна Кузьминых родилась 19 декабря 1927 года в Казани. Детство провела в центре города, на Дегтярной улице. Происходит из старинного рода Тухтар, среди предков были крещёные татары. Росла в атмосфере народного творчества: отец был искусным резчиком по дереву, а мать — профессиональной вышивальщицей, получившей воспитание в Казанском Богородицком монастыре. Именно от матери маленькая София научилась рукоделию, помогала ей в работе и участвовала в вышивании изделий на экспорт.
С 1943 года была ученицей в сапожной мастерской и одновременно училась в строительном техникуме, а в 1944 году устроилась на работу в швейную мастерскую артели «XX лет ТАССР». В 1945 году уехала в посёлок Кадом, что в Рязанской области, и поступила в местный швейный техникум, который окончила в 1949 году по специальности «художественная вышивка». После получения образования работала технологом и председателем артели «Восход» в посёлке Курба, районном центре Ярославской области, а в 1951 году вернулась в Казань, где трудилась начальником цеха массового пошива артели «Культпром» (1951—1952), затем мастером и художником артели «Художпром» (1952—1955). В 1955 году уехала в Горький, поступив художником по росписи ткани в местную артель «III Интернационал». В том же году снова вернулась в Казань к работе в артели «Художпром», где в 1955—1963 годах трудилась мастером.
К 1959 году относится работа Кузьминых в Татарском государственном театре оперы и балета имени М. Джалиля, где она расписывала костюмы и декорации, была художником-оформителем таких спектаклей, как «Ромео и Джульетта» и «Египетские ночи», а также в Казанском театре юного зрителя. В свободное время занималась исследованием экспозиционных и фондовых коллекций татарского декоративно-прикладного искусства в музеях Казани, Москвы, Ленинграда, изучала и зарисовывала народные орнаменты. Также консультировалась с П. М Дульским, Н. И. Воробьёвым, П. Т. Сперанским, Ф. Валеевым, видными специалистами по татарскому народному искусству. Одновременно, в 1960 году поступила на коврово-текстильное отделение Московского технологического института, который окончила в 1963 году по специальности художника-технолога по оформлению тканей и изделий из них.
В 1963 году вернулась в Казань, став художником-технологом артели «Художпром» по вышивке, батику и шелкографии (1963—1966). По совместительству, в 1964—1966 годах работала художником Арской фабрики национальной обуви. В 1964 году принята в члены КПСС. В 1967—1992 годах была мастером отдела технического контроля Казанской кожевенно-галантерейной фабрики, фактически являясь главным художником-модельером предприятия. После окончания института планировала поступать в аспирантуру, а в 1973 году прошла курсы повышения квалификации руководящих работников и специалистов лёгкой промышленности в группе конструктором-модельеров кожгалантерейных предприятий в Ленинграде.
В условиях определённого приоритета изобразительных видов искусства перед остальными, одновременного непризнания самостоятельности за декоративно-прикладным искусством, упадком и угасанием народных промыслов, сталкивалась с сопротивлением Татарского обкома КПСС и самими татарами в борьбе за возрождение татарского национального искусства. В 1975 году с третьего раза принята в члены Союза художников СССР, уже после принятия постановления ЦК КПСС о возрождении художественных промыслов. На протяжении ряда лет являлась членом художественно-экспертного совета кожгалантерейной промышленности при министерстве лёгкой промышленности СССР (1972—1992), республиканского художественного совета при Совете министров Татарской АССР (1957—1992). Также преподавала в Казанском художественном училище (1960—1961, 1963—1964), детской художественной школе № 3 (1966—1967), Казанском государственном институте культуры (1980—1981).
В 1980 году удостоена звания заслуженного деятеля искусств Татарской АССР. В 1992 году вышла на пенсию, после 25 лет работы на фабрике. В 1993—1997 годах была мастером-преподавателем профессионально-технического училища № 40 по кожаной мозаике и композиции в ней, ручной художественной вышивке, резьбе по дереву. В 1998 году стала обладателем звания народного художника Республики Татарстан. Является лауреатом премии имени Баки Урманче (2001), а также Государственной премии Республики Татарстан имени Габдуллы Тукая (2013), которую получила за цикл произведений в технике кожаной мозаики памяти поэта. В 2013 году стала заслуженным художником Российской Федерации. В 2022 году отметила 95-летний юбилей, продолжает работать и создавать новые произведения.

## Очерк творчества
Будучи мастером декоративно-прикладного искусства, одной из первых в 1960—1970-х годах возродила художественные традиции татарского народа, связанные с обработкой кожи. Создание изделий из натуральной цветной кожи в технике наборной мозаики, тиснения и аппликации к тому времени бытовало лишь в Заказанье, у мастеров Арского района, объединённых сначала в артель, а затем в производственный коллектив Арской фабрики национальной обуви. Возрождение этого искусства в начале-середине 1960-х годов связано именно с Кузьминых, которая, будучи профессиональным художником и тонким знатоком национального фольклора, привнесла в работу фабрики новаторские методы работы, разработала новые эскизы и модели, строго выдержанные в рамках традиционного стиля, но и не лишённые стильных и модных требований современности.
Первые творческие эксперименты Кузьминых относятся ещё к работе в Кадоме, где молодая художница практиковалась в рисовании, вышивке и сапожном деле, научившись искусству художественной обработки различных материалов, ощущению пластической формы и созданию утилитарной вещи. Первое же время работы в Арске Кузьминых также посвящала учёбе у старых мастеров национальной обуви, вникала в духовную и материальную культуру татарского народа, подробно изучала все этапы производства. В дальнейшем она уже сама наставляла сотрудников фабрики, работала над разгрузкой орнамента, изменением конструкции, форм носка и каблука, обращая особое внимание на композиционное единство формы и стиля, результатом чего стал выпуск национальной обуви модного и современного силуэта, отличающейся укрупнённым рисунком узоров, простым и лаконичным цветовым решением.
Помимо кожаной мозаики, Кузьминых освоила и другие виды декоративно-прикладного искусства, такие как тамбурная вышивка, золотное шитьё, батик и роспись по ткани, ручное ткачество шерстяных ворсовых ковров, мозаика из меха, моделирование одежды, разработки в области национального костюма и аксессуаров. Ещё во время сотрудничества с Казанской швейной фабрикой в начале 1960-х годов внедрила в промышленное производство образцы изделий в технике татарской тамбурной вышивки на машинной основе, например, платки, салфетки, полотенца, скатерти, платья, блузы, фартуки, тюбетейки. В годы же работы в Арске стала автором уникальных выставочных и серийно тиражируемых моделей татарской обуви, как отдельных изделий, так и целых ансамблей с аксессуарами к костюму в виде сумок, перчаток, поясов. Такие комплекты с успехом выставлялись по всей страны и за рубежом, а в 1980 году коллекция Арской фабрики национальной обуви по моделям Кузьминых получила золотую медаль на международной выставке-ярмарке в Лейпциге.
Этапным периодом творчества Кузьминых стала и её работа на Казанской кожевенно-галантерейной фабрике, где художницей были разработаны модели и образцы изделий из кожи, декорированные в технике тиснения, выжигания и росписи, как то сумки, кошельки, адресные папки, футляры для книг, портмоне, очежники, подвески. Каждое произведение Кузьминых, созданное из натуральной кожи, отличается интересной и привлекательной формой, силуэтом, гармоничным сочетанием цветов и декора. Многие кожаные изделия являются частью разработанных ею же ансамблей женской одежды, как, например, костюм «Молодёжный» (1983), основанный на интерпретации татарских национальных мотивов — он состоит из короткого камзола-жилета, платья, туфель, сумки, перчаток, пояса и бус. Часто Кузьминых сочетает кожу с декоративными деталями из меха, велюра, замши, дополняла их фрагментами золотного шитья, металлическими накладками, бисером, блёстками. Показателен в этом плане комплект «Пазырык» (1985), состояющий из жилета и кисета, скроенных из меха телёнка и украшенных замшевой аппликацией — здесь художница продемонстрировала умение создавать благодородное целое из разнофактурных поверхностей, перетекающих одна в другую.
К 1982 году относится работа художницы над эскизами интерьера и отделкой мебели для Татарского государственного академического театра имени Г. Камала, выполненной из цветной кожи в технике мозаики и тиснения. Банкетки для холла, вестибюля и зала, разработанные вместе с С. Ю. Гарбузовой, аккомпанируют декоративным панно В. А. Ткаченко, явив собой совершенно хрестоматийный и вместе с тем практически единичный пример использования кожаной мозаики при оформлении общественных пространств. В 1986 году к столетию Г. Тукая вместе с С. Ю. Гарбузовой выполнила более тридцати кожаных подушек для музея поэта в Новом Кырлае, которые своими пастельными тонами и узорочьем уместно вписались в интерьер, насыщенный резным деревом, керамикой, гобеленами, декоративной скульптурой. Также активно она работала в и монументальном искусстве, в частности, в технике росписи по ткани выполнила занавесы «Сабантуй» и «Татарстан» (санаторий «Ливадия»), «Моя Казань» (санаторий «Васильево»), «Солнышко» (кафе «Ял»), «Абстрактный» (кафе «Ёлочка»), а в 1997 году — занавес «Идель-Волга» (совм. с С. Ю. Гарбузовой) для президентского дворца Казанского Кремля.
Сотрудничество с театром Камала вообще стало значительным этапом в творчестве художницы, здесь и её обращение к классике татарского театра — музыкальной драме «Голубая шаль» К. Тинчурина и С. Сайдашева. К этой теме Кузьминых впервые подступилась в 1968 году, создав шаль для образа центральной героини в постановке режиссёра М. Салимжанова, который вернул спектакль к жизни после десятилетий забвения и гибели Тинчурина в годы репрессий. Ещё в первом спектакле 1926 года Тинчурин в роли Булата держал в руках шерстяной платок наподобие павлопосадского, в дальнейшем на голубого цвета платок стали нашивать цветы, но в свой шали Кузьминых обратилась к технике батика. В этой постановке художница истолковала шаль как просто утилитарный предмет, элемент национальной одежды, бытовавшей у татар. В 1988 году для декадного спектакля в Уфе Кузьминых создала новый вариант шали: платок размерами 150 x 150 см был выполнен совместно с С. Ю. Гарбузовой из крепдешина (выставочный экземпляр) и шёлка (для использования в постановке). Здесь художнице удалось переступить через бутафорски понятый образ голубой шали и создать самостоятельно-художественную вещь, духовная осмысленность и поэтичность которой выражена цветовым решением — насыщенный фон в виде безоблачного синего неба в сочетании с распускающимися цветами, бутонами, букетам, символизирующими звонкое лето — всё это буквально вызвало шок изумления и радости от платка, развёрнутого Булатом по ходу пьесы и парящего над толпой, от этого самого настоящего символа символа татарского народа, олицетворения красочного эпоса народной жизни. В дальнейшем, в 1997 году по заказу президента Республики Татарстан Кузьминых разработала платки в стиле «голубой шали» для участников Всемирного конгресса татар.
В 1970—1980-х годах Кузьминых выступила автором нового жанра, а именно — настенного панно в виде декоративных щитов, украшенных тиснением по коже в сочетании с бронзовыми заклёпками. Ею были созданы такие панно, как «Щит Родины» (1977), «Сова — птица мудрости» (1978), «Тюльпан — цветок солнца» (1979), «Булгарские мотивы» (1980-е гг.). Особенно критикой отмечен триптих «Джик-Мерген» (1978), выполненный по мотивам классического произведения татарской литературы «Алтынчеч». Три части триптиха — «Булгарский узор» (правая), «Всадник» (центральная) и «Урман» (левая) — наполнены замысловатым цветочно-растительным орнаментом, отголосками булгарского «звериного стиля» и стилизованными человеческими фигурами, а также объединены единым новаторским изобразительным решением, продиктованным стремлением автора выйти в интерьерное пространство. Возникновение в творчестве Кузьминых таких панно сюжетно-тематического характера по мотивам татарского национального фольклора было охарактеризовано критикой как смелый шаг в развитии устойчивых традиций народного творчества, не просто реконструкция тюркских и булгарских форм, а воссоздание в коже целого эпоса, демонстрация актуальности наследия и закономерного его преломления в современности. Широкую известность получил триптих «Посвящёние Тукаю», состоящий из панно «Кушлауч», «Училе» и «Кырлай» (2012), где в орнамент вплетены мотивы жизни и творчества поэта — за это произведение Кузьминых получила Государственную премию Республики Татарстан имени Г. Тукая.
Работам Кузьминых присущи сдержанность цветового решения и при этом насыщенность вещи орнаментом, а также увеличенная плоскосность фона, укрупнённость узора, тяготение к использованию декорирующего шва в качестве тонкой контрастной окантовки. Цветовая палитра также отличается разнообразием, хотя часто она прибегала к тёплой колористической гамме различных оттенков коричневого, зелёного, красного, жёлтого, синего цветов, в ярком, контрастном их сочетании. Будучи мастером стилизации и обобщения национального узора, Кузьминых вводила в него изобразительные сюжеты, переносила на кожаную мозаику популярные в татарской народной вышивке мотивы, прибегала к взаимопроникающим сочетаниям зооморфных и растительных орнаментов, а также разрабатывала и свои собственные. Будучи русской по происхождению, она, тем не менее смогла постичь те сокровища мифо-поэтического и орнаментального наследия татарской нации, законы цветопластики, ритмики и сюжетного строя, подчас неподвластные и самим умельцам из народа. В целом, творчество Кузьминых как художника декоративно-прикладного искусства Татарстана отличается исключительной масштабностью, широтой и универсальностью, ей принадлежат значительные заслуги в возрождении мастерства татарской кожаной мозаики. Будучи признанным корифеем данной оригинальной техники татарского искусства, Кузьминых добилась современного звучания традиционного орнамента, этого, по её собственному выражению, «рисунка психологии народа».
Выставляется с 1957 года, участница декад искусства Татарстана, международных, всесоюзных, всероссийских, зональных, республиканских, городских выставок, экспозиций народных художественных промыслов и декоративно-прикладного искусства, в том числе заграницей, в частности, в Брно (1975), Дамаске (1975—1976), Загребе, Будапеште, Гаване (все — 1976), Коломбо (1977), Лейпциге, Бухаресте (обе — 1980), Дели (1985), Варшаве (1987), Дижоне (2002). Персональные выставки проходили в Казани в 1978, 1984, 1995, 1999, 2002, 2007, 2012, 2018, 2022 годах. Также принимала участие в групповых выставках в Казани (1989) и Ленинграде (1990) совместно с С. Ю. Гарбузовой и И. Х. Гайнутдиновым). Произведения Кузьминых находятся в коллекции Российского этнографического музея, Всероссийского музея декоративного искусства, Государственного музея изобразительных искусств Республики Татарстан, Музейного комплекса города Казани, Зеленодольского музея историко-культурного наследия, Республиканского музея изобразительных искусств Марий Эл, Башкирского государственного художественного музея имени М. В. Нестерова, Каракалпакском государственном музей искусств имени И. В. Савицкого.

## Основные произведения
Кожаная мозаика
- Декоративные комплекты «Три узора под двумя облаками» (1969, ичиги, пояс, сумка), «Солнце между двумя узорами» (1969, ичиги, перчатки, сумка); ичиги «Сердечко» (1957), «Коралловые», «Азан» (оба — 1981), «Сумерки» (1985), «Татарские» (1986); детские ичиги «Догоняй» (1957), сапоги «Казанские» (1980—1984), полусапожки «Бежевые» (1980) и «Сайяр» (1988), мужские вояжерки «Пастушок» (1957), женские тапочки «Эмбрион» (1957) и «Малютка» (1958); декоративные подушки «Зур Мендер» (1984), «Алсу», «Ночь», «Золотое перо» (все — 1988), «Сумерки» (1989), «Тюльпан» и «Апипа» (обе — 2001); панно «Вечерняя сказка» (1998) и «Обереги» (2000, совм. с С. Ю. Гарбузовой), коврик «Намазлык» (2001).

Тиснение по коже
- Адресные папки «Казань» (1970), «Золотое перо», «30 лет Победы» (обе — 1975), «Юбилейная» (1976), «60 лет Советской Армии» (1978), «175 лет Казанскому университету» (1979), «Олимпиада-80» (1980), «Казань», «Старая Казань» (обе — 1982), «Букет» (1988); сумки «Колос» (1970), «Зилант» (1975), «Букча» (1977), «Пастухи», «Флакончатая» (обе — 1978), «Геральдика» (1981), «Дары земли», «Орнамент» (обе — 1982), «Туесок» (1984), «Вечерние узоры» (1985), «Арабески» (1986); театральные сумки «Классика» и «Премьера» (обе — 1988), сумка-щит «Перемётная» (1979), молодёжная сумка «Зилант» (1984), женская сумка-баул «Фрески» (1984); комплекты «Чечек» (1977, сумка, визитка), «Талкан» (1979, сумка, визитка), «Национальный» (1983, сумка, туфли), «Яна Казан» (1986, бумажник, портмоне, футляр для очков), «Памятники архитектуры» (1987, бумажник, портмоне); сумка-сундучок «Тюльпан» (1974), сундучок «Кованый» (1969), портмоне «Кечкенэ» (1973), «Развилка» (1983), «Книжечка» (1988), футляры для очков «Тюльпан» (1972) и «Казанский» (1974), косметички «Сердечко» и «Лотос» (обе — 1973), книжные закладки (1970), обложка для книги «70 лет ТАССР» (1979), пояса «Женский» (1970) и «Декоративный» (2001).

Тамбурная вышивка
- Полотенца «Татарские узоры» (1960), «Знойное лето» (1995), «Золотая осень» (1996), «Снежинка» (1996), «Сююмбике», «Алтынчеч», «Эльза», «Букет» (все — 2001), «Хоровод» (2002); скатерти «Полянка» (1960), «Гирлянды», «Лотосы», «Звёздочки» (все — 1997); салфетки «Меандр» (1972), «Флора» (1976), «Звёздочки» (1997), «Овал» (2002); тюбетейки «Сабантуй», «Чулпан» (обе — 2001), «Шатлык», «Старина», «Тюльпаны» (все — 2002); дорожка «Воспоминания» (1960), портьера «Классика» (1976), головной платок «Бриз» (1976), белый калфак «Для невесты» (1979), платок «Праздничный» (1979), комплект костюма «Сайяр» (1988, платье-пальто «Джилян», головной убор, совм. с С. Ю. Гарбузовой), декоративный ковёр «Аккиез» (1989, совм. с С. Ю. Гарбузовой), подушка «Русь» (1995), панно «Сандугач» (1997), палантин «Свадебный» (1998), комплект «Ромашки» (2002, скатерть, шесть салфеток).

Батик
- Женские блузы «Татарский орнамент», платья «Букеты» и «Розы» (все — 1950—1960-е гг.); платки «Полянка» (1957), «Птицы», «Гульчачак» (оба — 1958), «Зорька», «Городские цветы» (оба — 1959), «Лотосы» (1960), «Цветочный» (1970), «Китап» (1988, совм. с. С. Ю. Гарбузовой), «Казань — 1000 лет», «Яшель» (оба — 2002); панно «Водяная» (1986), «Полдень», «Утро» (оба — 1998, все — совм. с. С. Ю. Гарбузовой), палантины «Идель-Волга» (1998) и «Зэнгэр» (2002).

Мозаика из натурального меха
- Ковры «Татарские мотивы» (1974, кожа, мех, велюр, коллаж), «Казанский университет» (1986, мех, кожа, мозаика, аппликация), декоративный ковёр «Казань» (1980, мех, кожа, мозаика, аппликация), декоративное панно «Цветы» (1978, можа, велюр, коллаж, на стихотворение М. Джалиля).

Ручное ткачество из шерсти
- Мини-ковёр «Девица-красавица» (1963), мини-гобелен «Тюльпаны» (1963), ансамбль «Для детской комнаты» (1963, напольный ковёр, настенный коврик), настенный ковёр «Регата» (1963).

Вышивка по коже
- Женские сапожки «Серебряный век» (2001), комплект «Золотой век» (2001, сапоги, сумка).

## Награды
Звания
- Почётное звание «Заслуженный художник Российской Федерации» (2013 год) — за заслуги в области изобразительного искусства[71].
- Почётное звание «Народный художник Республики Татарстан» (1998 год)[1].
- Почётное звание «Заслуженный деятель искусств Татарской АССР» (1980 год)[19].

Премии
- Государственная премия Республики Татарстан имени Габдуллы Тукая (2013 год) — за цикл произведений, посвященных памяти Г. Тукая, выполненных в технике кожаной мозаики[72]. Вручена президентом Республики Татарстан Р. Н. Миннихановым на церемонии в день Республики на площади перед Татарским государственным академическим театром имени Г. Камала[73].
- Премия имени Баки Урманче (2001 год) — за комплект «Память о Сююмбике»[74].

Медали
- Медаль «В память 1000-летия Казани» (2005 год)[75].
- Медаль «50 лет Победы в Великой Отечественной войне 1941—1945 гг.» (1993 год)[76].
- Медаль «За доблестный труд» (2007 год)[63].
- Золотая медаль «Духовность. Традиции. Мастерство» от Союза художников России[76].

Прочее
- Почётная грамота Татарского обкома КПСС и Совета министров Татарской АССР (1988), Татарского обкома профсоюзов (1975), министерства культуры Татарской АССР (1971)[77].

## Личная жизнь
Муж — Юрий Михайлович, врач, разошлись через год после свадьбы. Дочь — Светлана (р. 1954), художница, продолжила дело матери в искусстве кожаной мозаики.